# Sven H. Bauer
Sven Harald Bauer, född 8 oktober 1924, död 11 mars 2004, var en svensk advokat och scoutledare. Han var son till Harald Bauer.
Bauer satt i Advokatsamfundets styrelse 1969–1975 och var 1981–1985 dess ordförande.
Bauer tillhörde scoutrörelsen sedan pojkåren, under 1960-talet var han kronprins Carl Gustafs avdelningsledare. Bauer var International Commissioner för Sverige och med i ledningen för Världsscoutjamboreen i Norge 1975, NordJamb. Han tilldelades 1978 en Bronsvarg, den högsta utmärkelse som delas ut på scoutings världsnivå.